# Eastpak
Eastpak是威富公司的子公司。

## 历史
該公司成立於1952年，最初以Eastern Canvas Products USA, Inc.的名稱開始營運。該公司主要為美國軍方生產和包裝各種產品，包括袋子、背包、旅行裝備和配飾等。然而，在1976年，該公司推出了自己的消費品牌Eastpak，專注於為消費市場提供高質量的產品。Eastpak品牌在製造持久耐用、功能齊全的背包和旅行配件方面享有盛譽，成為了一個知名的美國品牌。